# Dorothy Richardson
Pour les articles homonymes, voir Richardson.
Dorothy Richardson (17 mai 1873 - 17 juin 1957) est la première autrice à publier un roman de langue anglaise utilisant la technique du courant de conscience. Son roman-fleuve de 13 tomes, Pilgrimage, est l'une des grandes œuvres de la littérature moderniste et féministe en anglais.

## Biographie
Dorothy Richardson est née à Abingdon, en ce temps dans le Berkshire et actuellement dans l'Oxfordshire, dans une famille pauvre. À l'âge de dix-sept ans, elle doit trouver un moyen de gagner sa vie. Elle travaille comme gouvernante d'enfants, d'abord à Hanovre, puis dans le Nord de Londres, et enfin dans une maison de la campagne anglaise. Sa mère se suicide en 1895. Dorothy Richardson déménage à Londres pour travailler comme secrétaire assistante pour un dentiste à Harley Street.
À Londres, elle fréquente l'avant-garde socialiste et les cercles artistiques, y compris le Bloomsbury Group. Elle commence à publier des traductions et des articles de journaux et abandonne son travail de secrétaire. En 1917, elle épouse l'artiste Alan Odle, beaucoup plus jeune qu'elle et figure parfaite de l'artiste bohème aux cheveux longs. Jusqu'au décès d'Alan Odle en 1948, le couple passe ses hivers en Cornouailles et les étés à Londres.
Dorothy Richardson est morte à Beckenham (Kent, aujourd'hui dans le borough londonien de Bromley), dans sa 85e année.

## Écrits
Tout le long de sa carrière, Dorothy Richardson publia un grand nombre d'essais, de poèmes, de nouvelles, saynètes et autres articles de journaux. Sa réputation d'écrivaine repose cependant principalement sur la série Pilgrimage. Le premier tome de Pilgrimage, Pointed Roofs (en) (1914) est le premier roman du courant de conscience en anglais (James Joyce avait déjà commencé à écrire Ulysse) bien que D. Richardson n'aimât pas l'expression, préférant les appeler des monologues intérieurs. Le développement de cette technique est souvent attribué à Joyce et Virginia Woolf, car l'œuvre de D. Richardson était déjà peu lue de son vivant. De plus, son admiration pour la culture allemande alors que la Grande-Bretagne était en guerre contre l'Allemagne a peu fait pour assurer la reconnaissance de ce roman.
On peut aussi la lire comme une écrivaine féministe, non seulement parce qu'elle réclamait des droits égaux pour les femmes, mais aussi parce que son œuvre reconnaît la valeur et l'importance de l'expérience des femmes en tant que sujet littéraire. Le personnage central de Pilgrimage, Miriam, est une femme à la recherche de l'épanouissement de son identité, qui ne peut se définir en termes de référence masculine. L'attention de D. Richardson pour les conventions de la langue, sa tendance à presque rompre avec les règles normales de ponctuation, la longueur de ses phrases, sont les moyens qu'elle nommait prose féminine, qu'elle voyait clairement comme nécessaires pour exprimer l'expérience féminine.

## Œuvres
- The Quakers Past and Present, Londres, Constable, 1914
- Gleanings from the Works of George Fox, Londres, Headley Brothers, 1914
- John Austen and the Inseparables, Londres, William Jackson, 1930 (à propos de l'artiste John Archibald Austen).
- Journey to Paradise: Short Stories and Autobiographical Sketches, Londres, Virago, 1989.

Pilgrimage :
- Pointed Roofs (en), Londres, Duckworth & Co., 1915
- Backwater, Londres, Duckworth & Co., 1916
- Honeycomb, Londres, Duckworth & Co., 1917
- The tunnel, Londres, Duckworth & Co., 1919
- Interim, Londres, Duckworth & Co., 1920
- Deadlock, Londres, Duckworth & Co., 1921
- Revolving lights, Londres, Duckworth & Co., 1923
- The trap, Londres, Duckworth & Co., 1925
- Oberland, Londres, Duckworth & Co., 1927
- Dawn's left hand, Londres, Duckworth & Co., 1931
- Clear horizon, J. M. Dent & sons, ltd., & The Cresset press, 1935
- Pilgrimage, New York, A. A. Knopf, 1938  — v. 1. Pointed roofs. Backwater. Honeycomb.--v. 2. The tunnel. Interim.--v. 3. Deadlock. Revolving lights. The trap.--v. 4. Oberland. Dawn's left hand. Clear horizon. Dimple Hill.
- Pilgrimage, Londres, Dent, 1967  — v. 1. Pointed roofs. Backwater. Honeycomb.--v. 2. The tunnel. Interim.--v. 3. Deadlock. Revolving lights. The trap.--v. 4. Oberland. Dawn's left hand. Clear horizon. Dimple Hill. March moonlight.

## Œuvres traduites en français
- Toits pointus (The Pointed Roofs, Pilgrimage 1), Paris, Mercure de France, 1965.
- Eau morte (Backwater, Pilgrimage 2), Arles, B. Coutaz, 1989.
- Rayon de miel (Honeycomb, Pilgrimage 3), Arles, B. Coutaz, 1989.
- Le Tunnel (The Tunnel, Pilgrimage 4), Arles, B. Coutaz, 1990.
- Intérim (Interim, Pilgrimage 5), Paris, Les Belles Lettres, 1991.
- Impasse (Deadlock, Pilgrimage 6), Paris, Les Belles Lettres, 1992.